# Валарга-Тинтал (Болцано)
Валарга-Тинтал је насеље у Италији у округу Болцано, региону Трентино-Јужни Тирол.
Према процени из 2011. у насељу је живело 29 становника. Насеље се налази на надморској висини од 1382 м.